# سوسانا هال
سوزانا هال (بالإنجليزية: Susanna Hall؛ 26 مايو 1583 – 11 يوليو 1649) كانت أكبر أطفال وليم شكسبير وآن هاثاواي والأخت الكبرى للتوأم جوديث وهامنت شكسبير. تزوجت سوزانا من جون هال، وهو طبيب محلي، في عام 1607. وأنجبا ابنة واحدة، إليزابيث، في عام 1608. تزوجت إليزابيث من توماس ناش، ابن أنتوني ناش في 22 أبريل 1626 في كنيسة الثالوث المقدس، ستراتفورد أبون آفون.